# Lijst van nummer 1-hits in Duitsland in 1984
Deze hits stonden in 1984 op nummer 1 in de Musikmarkt Top 75, de bekendste hitlijst in Duitsland.
| Datum        | Artiest                       | Titel                           |
| ------------ | ----------------------------- | ------------------------------- |
| 6 januari    | Nino de Angelo                | Jenseits von Eden               |
| 13 januari   | Nino de Angelo                | Jenseits von Eden               |
| 20 januari   | Nino de Angelo                | Jenseits von Eden               |
| 27 januari   | Nino de Angelo                | Jenseits von Eden               |
| 3 februari   | Nino de Angelo                | Jenseits von Eden               |
| 10 februari  | Nino de Angelo                | Jenseits von Eden               |
| 17 februari  | The Flying Pickets            | Only you                        |
| 24 februari  | Frankie Goes to Hollywood     | Relax                           |
| 2 maart      | Frankie Goes to Hollywood     | Relax                           |
| 9 maart      | Frankie Goes to Hollywood     | Relax                           |
| 16 maart     | Frankie Goes to Hollywood     | Relax                           |
| 23 maart     | Frankie Goes to Hollywood     | Relax                           |
| 30 maart     | Frankie Goes to Hollywood     | Relax                           |
| 6 april      | Alphaville                    | Big in Japan                    |
| 13 april     | Alphaville                    | Big in Japan                    |
| 20 april     | Alphaville                    | Big in Japan                    |
| 27 april     | Depeche Mode                  | People are people               |
| 4 mei        | Depeche Mode                  | People are people               |
| 11 mei       | Depeche Mode                  | People are people               |
| 18 mei       | Real Life                     | Send me an angel                |
| 25 mei       | Real Life                     | Send me an angel                |
| 1 juni       | Real Life                     | Send me an angel                |
| 8 juni       | Real Life                     | Send me an angel                |
| 15 juni      | Laura Branigan                | Self control                    |
| 22 juni      | Laura Branigan                | Self control                    |
| 29 juni      | Laura Branigan                | Self control                    |
| 6 juli       | Laura Branigan                | Self control                    |
| 13 juli      | Laura Branigan                | Self control                    |
| 20 juli      | Laura Branigan                | Self control                    |
| 27 juli      | Frankie Goes to Hollywood     | Two tribes                      |
| 3 augustus   | Evelyn Thomas                 | High energy                     |
| 10 augustus  | Evelyn Thomas                 | High energy                     |
| 17 augustus  | Evelyn Thomas                 | High energy                     |
| 24 augustus  | Evelyn Thomas                 | High energy                     |
| 31 augustus  | Giorgio Moroder               | Reach out                       |
| 7 september  | Giorgio Moroder               | Reach out                       |
| 14 september | Giorgio Moroder               | Reach out                       |
| 21 september | Giorgio Moroder               | Reach out                       |
| 28 september | Stevie Wonder                 | I just called to say I love you |
| 5 oktober    | Stevie Wonder                 | I just called to say I love you |
| 12 oktober   | Stevie Wonder                 | I just called to say I love you |
| 19 oktober   | Stevie Wonder                 | I just called to say I love you |
| 26 oktober   | Stevie Wonder                 | I just called to say I love you |
| 2 november   | Stevie Wonder                 | I just called to say I love you |
| 9 november   | Jermaine Jackson & Pia Zadora | When the rain begins to fall    |
| 16 november  | Jermaine Jackson & Pia Zadora | When the rain begins to fall    |
| 23 november  | Jermaine Jackson & Pia Zadora | When the rain begins to fall    |
| 30 november  | Jermaine Jackson & Pia Zadora | When the rain begins to fall    |
| 7 december   | Duran Duran                   | The wild boys                   |
| 14 december  | Duran Duran                   | The wild boys                   |
| 21 december  | Duran Duran                   | The wild boys                   |
| 28 december  | Duran Duran                   | The wild boys                   |